# Szombat esti láz (televíziós műsor)
A Szombat esti láz az RTL Klub táncos show-műsora, amelyben nyolc közismert ember lép a táncparkettre, hogy megmutassa tánctudását a közönségnek. Táncpartnereik profi magyar táncosokból, valamint feltörekvő ifjú versenyzőkből (nagyrészt az előbbiek tanítványai) kerülnek ki.
A műsor a BBC-n már több éve futó Strictly Come Dancing magyar változata, amely 2006-ban az RTL Klubon került sugárzásra. A negyedik széria viszont az RTL II-n került adásba. Az 5. évad ismét az RTL Klubon volt.

## Évadok
| Évad | Epizódok | Kezdet             | Finálé             | Győztes                         | Második helyezett                   | Harmadik helyezett                   | Műsorvezetők               | Zsűri                                                         |
| ---- | -------- | ------------------ | ------------------ | ------------------------------- | ----------------------------------- | ------------------------------------ | -------------------------- | ------------------------------------------------------------- |
| 1    | 6        | 2006. április 22.  | 2006. május 28.    | Czene Attila és Bánhidi Petra   | Zsédenyi Adrienn és Dudás Tibor     | Hajas László és Südi Iringó          | Kapócs Zsóka Stohl András  | Böhm György Medveczky Ilona Pálinkó Lujza Zsámboki Marcell    |
| 2    | 7        | 2006. november 11. | 2006. december 23. | Csonka András és Keleti Andrea  | Gönczi Gábor és Práger Kitti        | Somló Tamás és Südi Iringó           | Ördög Nóra Stohl András    | Böhm György Medveczky Ilona Pálinkó Lujza Zsámboki Marcell    |
| 3    | 8        | 2008. november 1.  | 2008. december 20. | Katus Attila és Molnár Andrea   | Stohl András és Südi Iringó         | Kiss Ramóna és Markó Róbert          | Ördög Nóra Bereczki Zoltán | Böhm György Medveczky Ilona Pálinkó Lujza Zsámboki Marcell    |
| 4    | 6        | 2013. március 9.   | 2013. április 13.  | Vastag Csaba és Mármarosi Tünde | Varga Izabella és Cseh-Szakál Tibor | Medvegy Szilveszter és Molnár Andrea | Lilu Csonka András         | Esztergályos Cecília Keleti Andrea Tihanyi Ákos Szirtes Tamás |
| 5    | 8        | 2014. április 5.   | 2014. május 24.    | Rezes Judit és Lehoczky György  | Szabó Győző és Karcagi Dalma        | Szinetár Dóra és Angyal András       | Ördög Nóra                 | Esztergályos Cecília Keleti Andrea Csonka András Jáksó László |

## Szereplők
| Hely. | Évadok                              | Évadok                           | Évadok                            | Évadok                               | Évadok |
| Hely. | Első évad                           | Második évad                     | Harmadik évad                     | Negyedik évad                        | Ötödik évad |
| ----- | ----------------------------------- | -------------------------------- | --------------------------------- | ------------------------------------ | --- |
| 1.    | Czene Attila és Bánhidi Petra       | Csonka András és Keleti Andrea   | Katus Attila és Molnár Andrea     | Vastag Csaba és Mármarosi Tünde      | Rezes Judit és Lehoczky György |
| 2.    | Zsédenyi Adrienn és Dudás Tibor     | Gönczi Gábor és Práger Kitti     | Stohl András és Südi Iringó       | Varga Izabella és Cseh-Szakál Tibor  | Szabó Győző és Karcagi Dalma |
| 3.    | Hajas László és Südi Iringó         | Somló Tamás és Südi Iringó       | Kiss Ramóna és Markó Róbert       | Medvegy Szilveszter és Molnár Andrea | Szinetár Dóra és Angyal András |
| 4.    | Ábrahám Edit és Angyal András       | Farkasházi Réka és Angyal András | Udvaros Dorottya és Angyal András | Tóth Gabi és Markó Róbert            | Eszményi Viktória és Cseh-Szakál Tibor Heilig Gábor és Südi Iringó Makranczi Zalán és Práger Kitti Máté Krisztina és Orosz József Bárdos András és Molnár Andrea |
| 5.    | Erdélyi Mónika és Cseh-Szakál Tibor | Ungár Anikó és Faluvégi András   | Csányi Sándor és Práger Kitti     | Istenes Bence és Südi Iringó         | Eszményi Viktória és Cseh-Szakál Tibor Heilig Gábor és Südi Iringó Makranczi Zalán és Práger Kitti Máté Krisztina és Orosz József Bárdos András és Molnár Andrea |
| 6.    | Kulka János és Keleti Andrea        | Kovács Ágnes és Markó Róbert     | Dammak Jázmin és Kovács Zoltán    | Győrfi Pál és Práger Kitti           | Eszményi Viktória és Cseh-Szakál Tibor Heilig Gábor és Südi Iringó Makranczi Zalán és Práger Kitti Máté Krisztina és Orosz József Bárdos András és Molnár Andrea |
| 7.    | Szellő István és Kósik Viktória     | Dukai Regina és Gebei Bálint     | Gáspár Bea és Cseh-Szakál Tibor   | Hornyák Hajnalka és Mészáros Máté    | Eszményi Viktória és Cseh-Szakál Tibor Heilig Gábor és Südi Iringó Makranczi Zalán és Práger Kitti Máté Krisztina és Orosz József Bárdos András és Molnár Andrea |
| 8.    | Horváth Éva és Gebei Bálint         | Szabó Győző és Pap Veronika      | Rózsa György és Rózsa Csilla      | Bálint Antónia és Angyal András      | Eszményi Viktória és Cseh-Szakál Tibor Heilig Gábor és Südi Iringó Makranczi Zalán és Práger Kitti Máté Krisztina és Orosz József Bárdos András és Molnár Andrea |

## Díjak
- Story Ötcsillag-díj (2006)